# Dampflokomotiv- und Maschinenfabrik DLM
Die Firma Dampflokomotiv- und Maschinenfabrik DLM AG ist ein schweizerisches Unternehmen mit Sitz in Winterthur. Das Unternehmen ist in der Entwicklung und Herstellung moderner Dampflokomotiven und Dampfmaschinen sowie in deren Modernisierung und Revision tätig.

## Gründung
Die DLM AG hat ihren Ursprung in der ehemaligen Schweizerischen Lokomotiv- und Maschinenfabrik (SLM) und spaltete sich Mitte 2000 aus dieser ab. Unter Leitung von Ing. Roger Waller werden neue Dampflokomotiven entwickelt, wobei insbesondere ökologische und wirtschaftliche Aspekte im Vordergrund stehen.

## Modern steam
Mehrere Neuentwicklungen nach dem allgemeinen Ende der Dampftraktion, aber auch die Anwendung bekannter, aber bislang vernachlässigter Techniken (wie umfangreiche Kesselisolierung) erhöhen die Wirtschaftlichkeit, die Verfügbarkeit und die Umweltfreundlichkeit der Lokomotiven. Die von Roger Waller noch für die SLM entwickelten Neubau-Zahnradlokomotiven der Reihe H 2/3, die auf mehreren Bergbahnen eingesetzt werden, sind leichtölgefeuert und haben bessere Abgaswerte als gleich starke Dieselloks. Die ersten neu entwickelten Dampflokomotiven wurden 1992 von der Brienz-Rothorn-Bahn bestellt. Weil diese sich gut bewährten, wurden 1996 fünf weitere geordert.
Bei kohlegefeuerten Neubauloks kann das Gas Producer Combustion System (GPCS) angewendet werden, eine Art Kohlevergasung, bei der sich signifikante Steigerungen des Wirkungsgrades ergeben, wie im Red Devil der SAR nachgewiesen. Durch den Einmannbetrieb werden auch die Personalkosten reduziert. Zielgruppen für die Lokomotiven sind derzeit Touristik- und Privatbahnen weltweit.

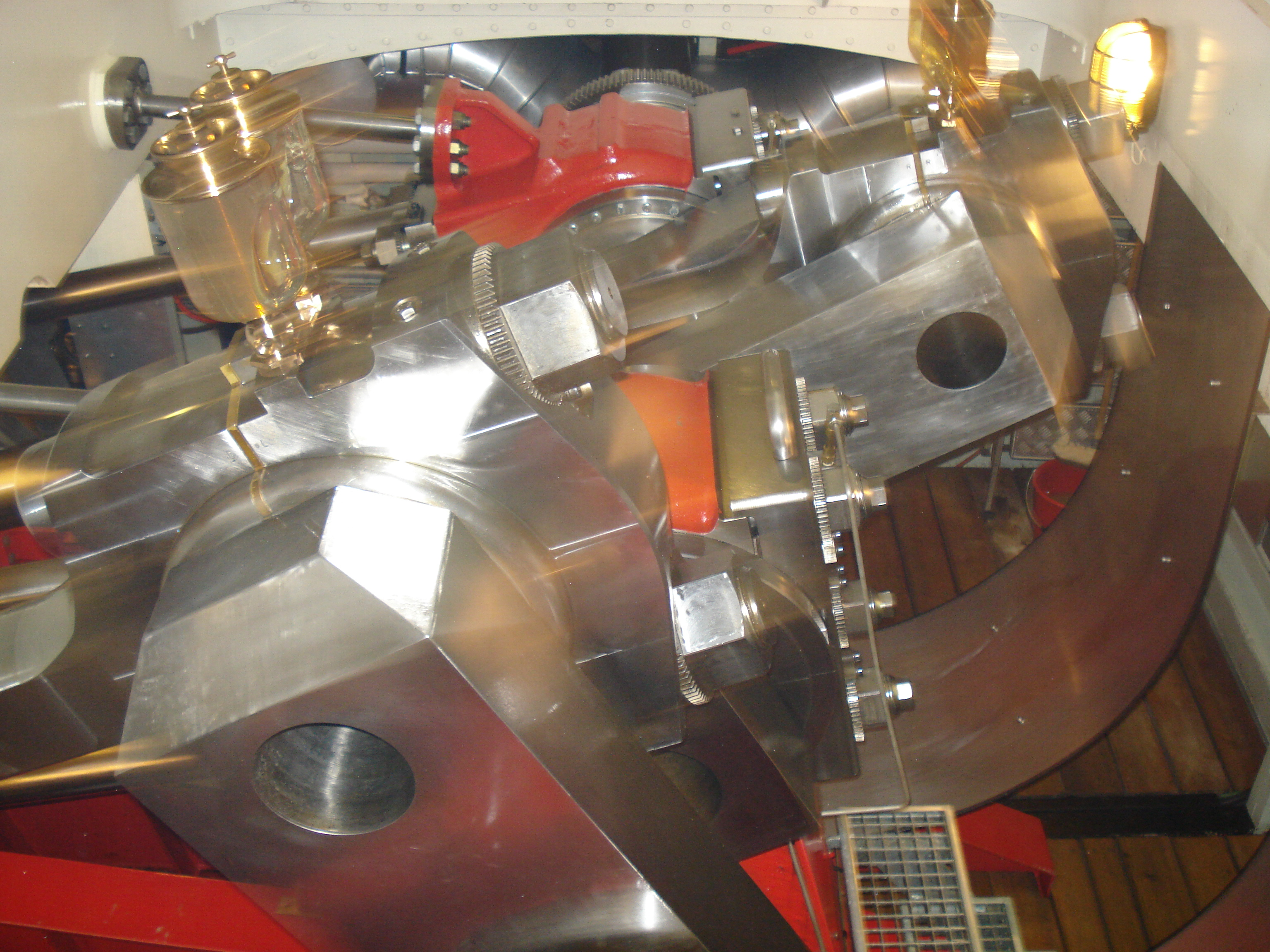
Die neuerbaute Schiffsmaschine des Raddampfers Montreux

Für Schiffe wurden Dampfmaschinen entworfen, die fernbedienbar sind – bei den aktuell eingesetzten Dampfschiffen beispielsweise auf dem Vierwaldstättersee sind zwei Mann allein für die Maschine zuständig, und die Kommandierung erfolgt über den Maschinentelegraphen.
Bisher wurde ein alter Raddampfer mit einer modernen Maschine ausgerüstet. Von 1962 bis 1998 fuhr das Schiff Montreux mit einem dieselelektrischen Antrieb der Schaufelräder.
Im Auftrag der Compagnie générale de navigation sur le Lac Léman wurde ein moderner, leichtölgefeuerter Dampfantrieb von DLM eingebaut. Seit 2001 ist dieser Dampfer wieder im alten Glanz mit einer Abdampf-Zwillingsmaschine der DLM von 650 kW (ca. 880 PS)
auf dem Genfersee im Einsatz.
Der Schraubendampfer Spiez der BLS war jahrzehntelang als Motorschiff im Einsatz, mit immer wieder neuen Dieselmotoren. 2018/19 wurde eine neue von der DLM AG konstruierte Dampfmaschine gebaut. Einbau in das Schiff DS Spiez am 18. September 2019. Am 8. April 2022 wurde der Schiffsausweis des Spiezerlis vom BAV (Bundesamt für Verkehr) ausgestellt, mit anschliessender feierlicher Inbetriebnahme des Dampfschiffes.

## Stand heute

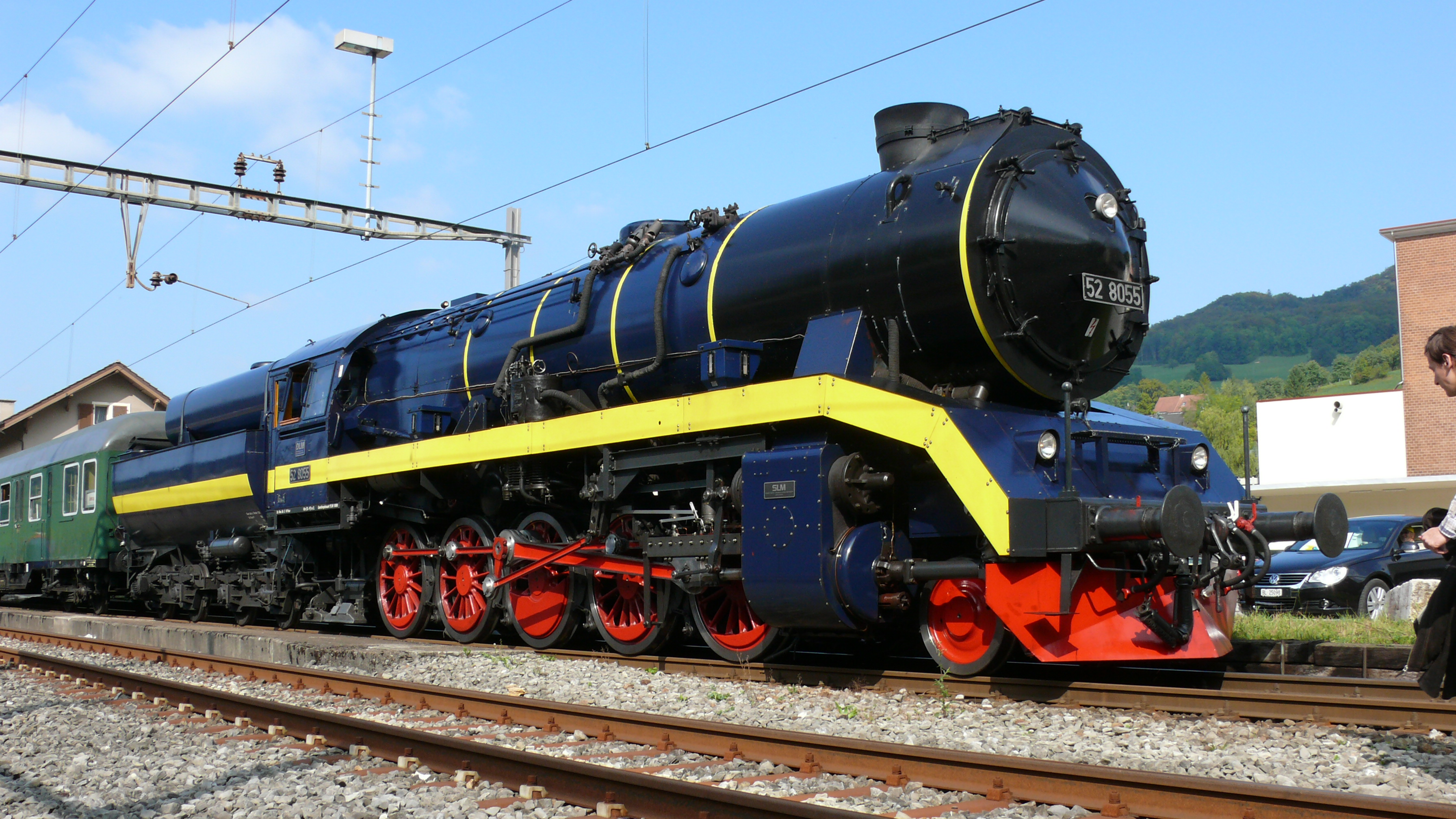
Modern Steam Dampflokomotive DLM 52 8055

Die DLM hat für verschiedene Dampflokbetreiber Modernisierungen bzw. Reparaturen und Revisionen durchgeführt. Die bisher umfangreichste Modernisierung einer Dampflokomotive auf moderne Technologie wurde an der 52 8055 vorgenommen.

### Lok 52 8055
Die Lok 52 8055 ist eine bereits in der DDR modernisierte Lok der Baureihe 52.80,
die 1998 nach neuestem Stand der Dampftechnologie umgebaut wurde, u. a. mit Leichtölfeuerung, besserer Isolation und Rollenlager.
Die Maschine im Besitz der Eisenbahnfreunde Zollernbahn wurde 1997, für Einsätze vor Nostalgiezügen in der Schweiz, durch die damalige SLM von Grund auf modernisiert. Für das Reisebüro Mittelthurgau sollte sie Züge wie den Nostalgie Istanbul Orient Express führen.
Technisch gesehen ist der Einsatz auf Normalspurbahnen in der Schweiz, Deutschland und Österreich möglich. Die Lokomotive ist seit 2012 mit einer Eurobalisen-Antenne für den Einsatz auf Strecken mit Euro-Signum versehen, sie ist so auf dem grössten Teil des Normalspurnetzes in der Schweiz zugelassen. Für Fahrten auf Strecken der DB Netz wäre der Ausbau der veralteten Indusieinrichtung (DE, A) auf den neuen Standard PZB 90 erforderlich.
Die Lokomotive, die sich inzwischen im Besitz der DLM AG befindet, wird für eigene Sonderzüge eingesetzt. Im Gegensatz zu kohlegefeuerten Lok kann sie auch bei Waldbrandgefahr fahren, da die Ölfeuerung keinen Funkenflug bewirkt. Wegen der Bemalung passend zum Orient Express wird ihr Aussehen von vielen Nostalgikern abgelehnt, daher kommt sie nur selten zum Einsatz. Anfang 2023 wurde die Lokomotive bei einem Brand schwer beschädigt. Die Zukunft der Lok ist derzeit ungewiss.

### Lok 23 058
DLM arbeitete die Eurovapor-Lokomotive 23 058, eine Lokomotive der DB-Baureihe 23, für den Einsatz auf der Nostalgie-Dampfbahn Friese Stoomtrein Maatschappij, Friesland, Niederlande auf und baute sie von Steinkohle- auf Ölfeuerung mit Biodiesel um.
In Friesland kam die Lokomotive nie zum Einsatz, da der Museumsbahnbetreiber im November 2011 die Zahlungen einstellte, bevor die Inbetriebsetzung und die Personalschulung beginnen konnte. Die 23 058 wurde am 28. Februar 2013 in die Schweiz zurückgeführt und stand anschließend bei der modern steam am Hauenstein im Depot in Sissach BL. Im Lauf des Jahres 2017 wurde sie durch DLM und befreundete Personen auf die ursprüngliche Kohlefeuerung zurückgebaut; sie verliess die Schweiz am 2. Juli 2017 und gelangte wieder nach Heilbronn, wo sie von der EUROVAPOR, Gruppe 23 058, verwaltet wird.
Bis zur Umbeheimatung 2017 war sie mit einem Fahrzeuggerät der klassischen Zugbeeinflussung Indusi für Deutschland und Österreich ausgerüstet, nicht aber mit Schweizer Zugbeeinflussungseinrichtungen. In Deutschland wurde sie auf aktuelle Zugbeeinflussungseinrichtungen PZB 90 / GSM ZUB gemäß EBA Vorschriften zur Zulassung auf dem Netz der DB AG umgerüstet.

### Dampfspeicherloks
Neben den Streckenloks bietet die DLM auch Dampfspeicherlokomotiven für Rangieraufgaben an.
Zwei Dampfspeicherlokomotiven der Bauart Meiningen (FLC) wurden bei DLM erneuert, unter anderem mit Sonnenkollektoren zur Stromversorgung.
Sie stehen für den Einsatz bei Industriebetrieben, welche für Prozesswärme ohnehin Dampfkessel betreiben, bereit. Die DLM AG hat ein Projekt zur Konstruktion von neuen, vierachsigen Speicherloks am Laufen.

### Dampfspeichertechnik
Im Auftrag des schweizerischen Bundesamtes für Verkehr evaluierte die Firma die Umrüstung von Autofähren auf dem Zürichsee auf Dampfspeichertechnik, betrieben mit der Abwärme einer Kehrichtverbrennungsanlage.
Einen Kleinwagen mit Dampfantrieb, zum Beispiel als Lieferfahrzeug für autofreie Kurorte, betrieb die DLM zu Demonstrationszwecken.

## Bilder

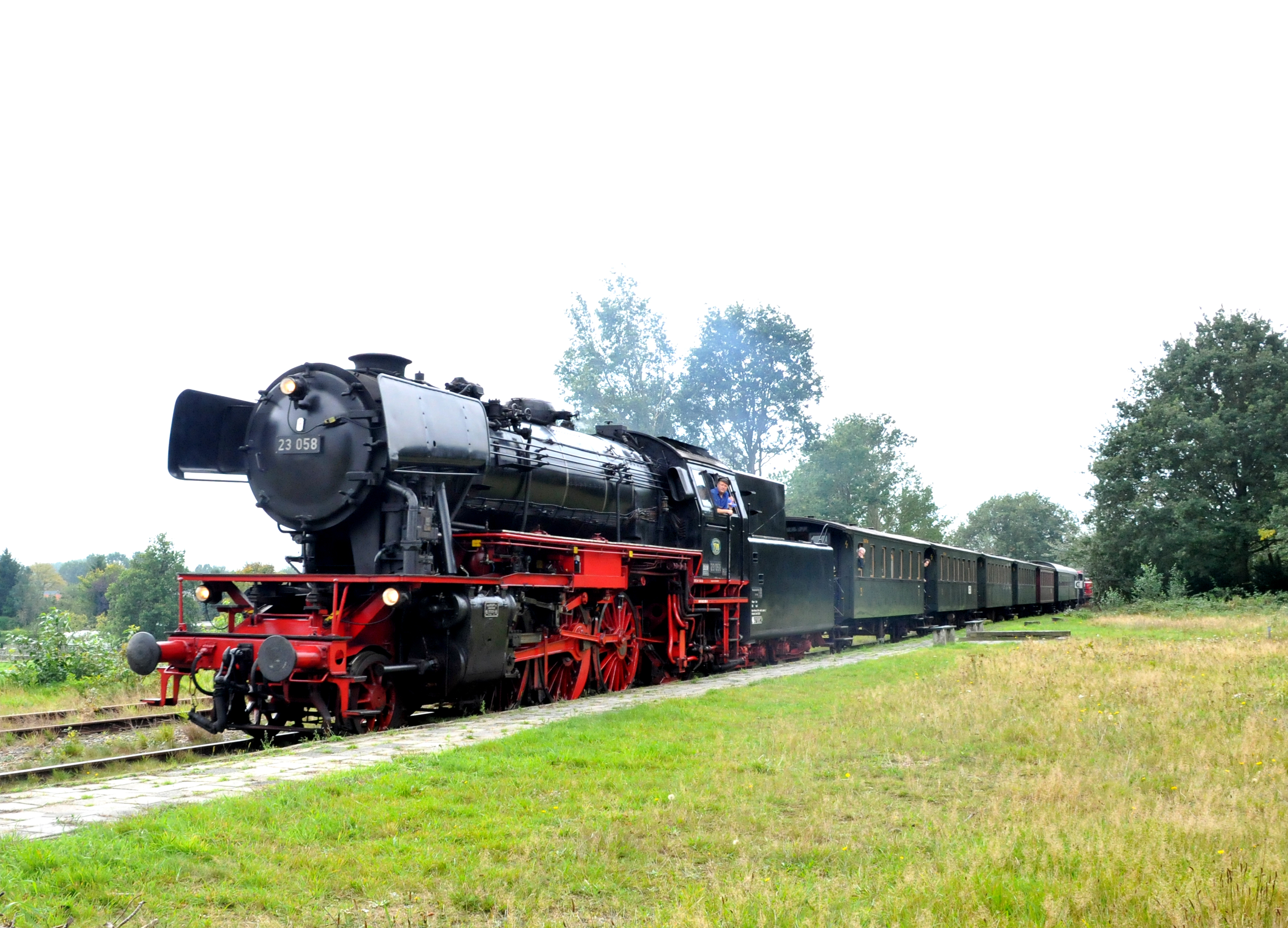
23 058 bei der FStM in Holland
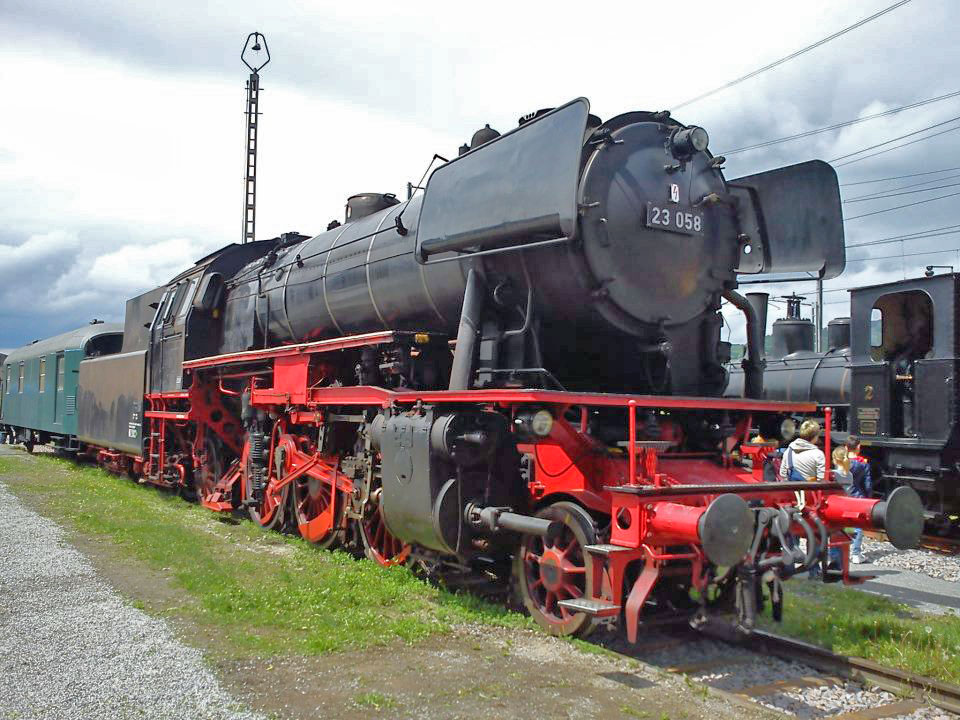
Lok BR 23 058 vor ihrem Depot in Sissach, BL, am 1. Schweizer Dampflokomotivfest 12. Mai 2013
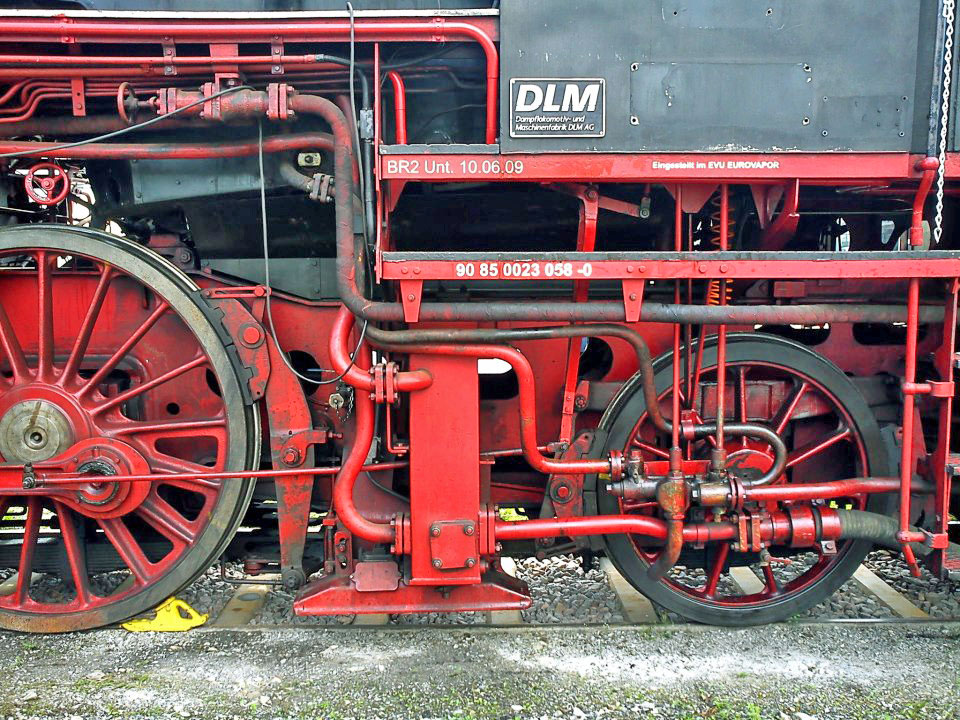
Detail BR 23 058: Indusi-Magnet und Firmenschild DLM
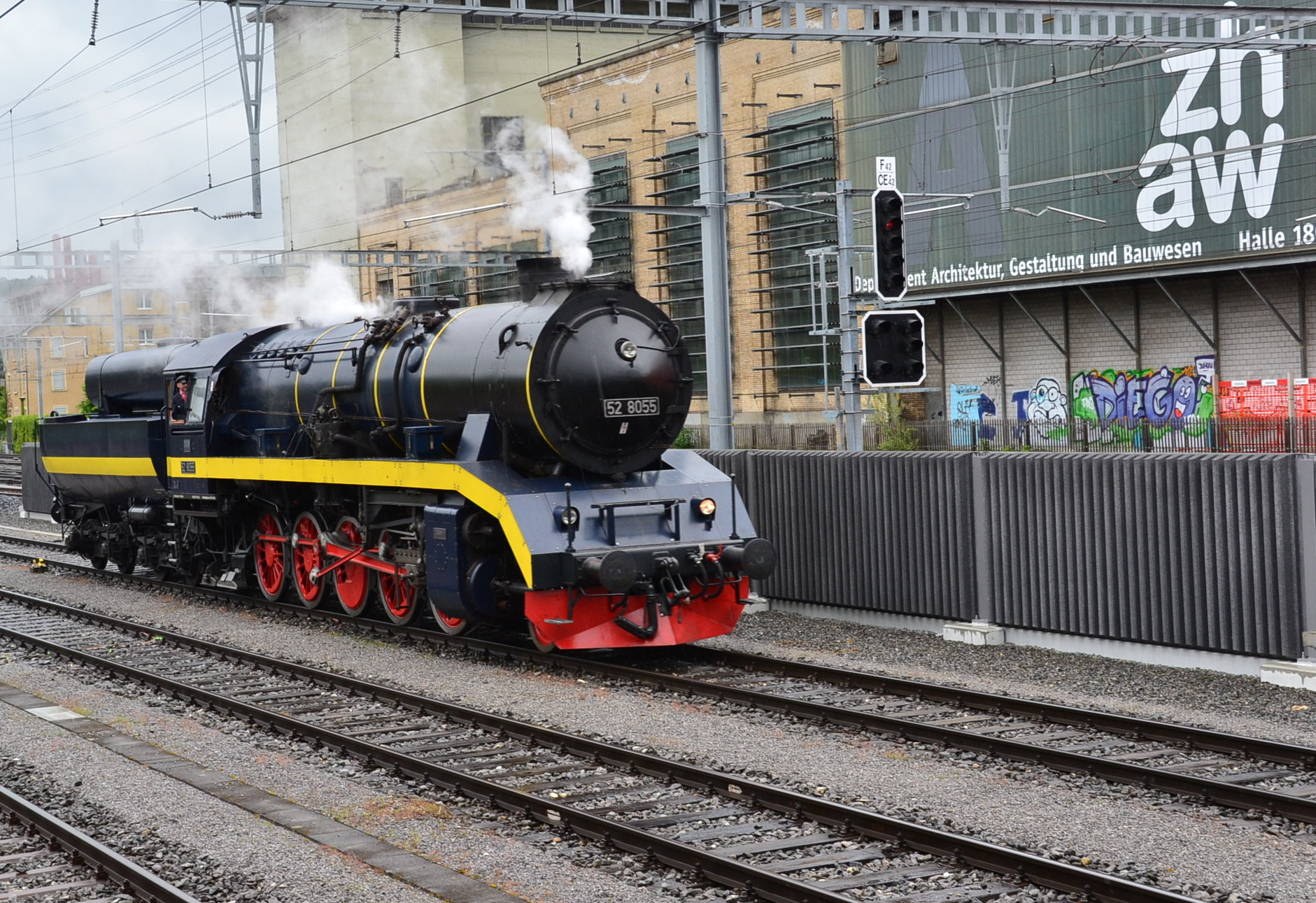
DLM BR 52 8055 umfährt ihren Zug in  Winterthur, im ehemaligen Rangierbahnhof
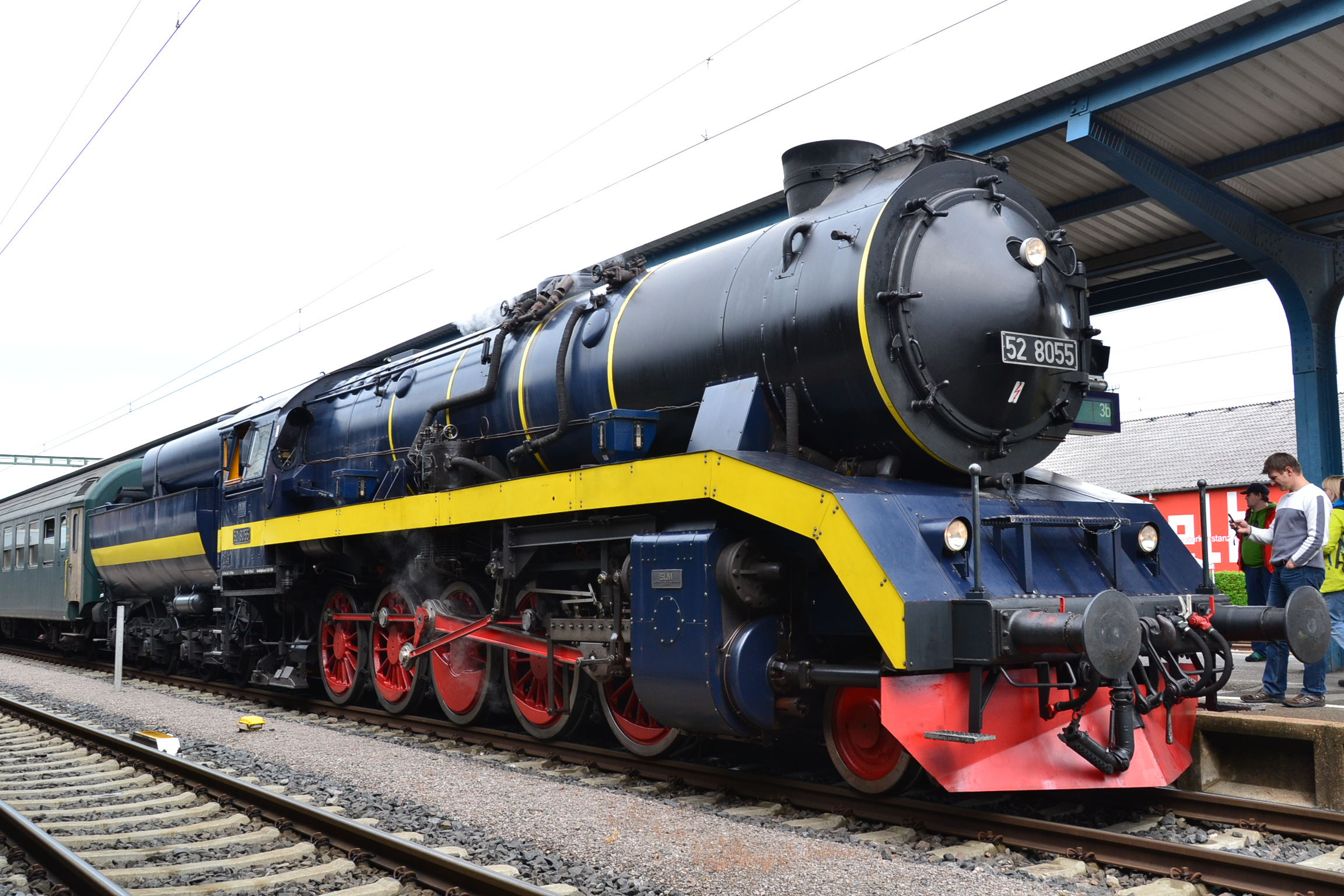
DLM BR 52 8055 in Konstanz, bereit zur Rückfahrt nach Winterthur, anlässlich eines Ausflugs zum Bodensee
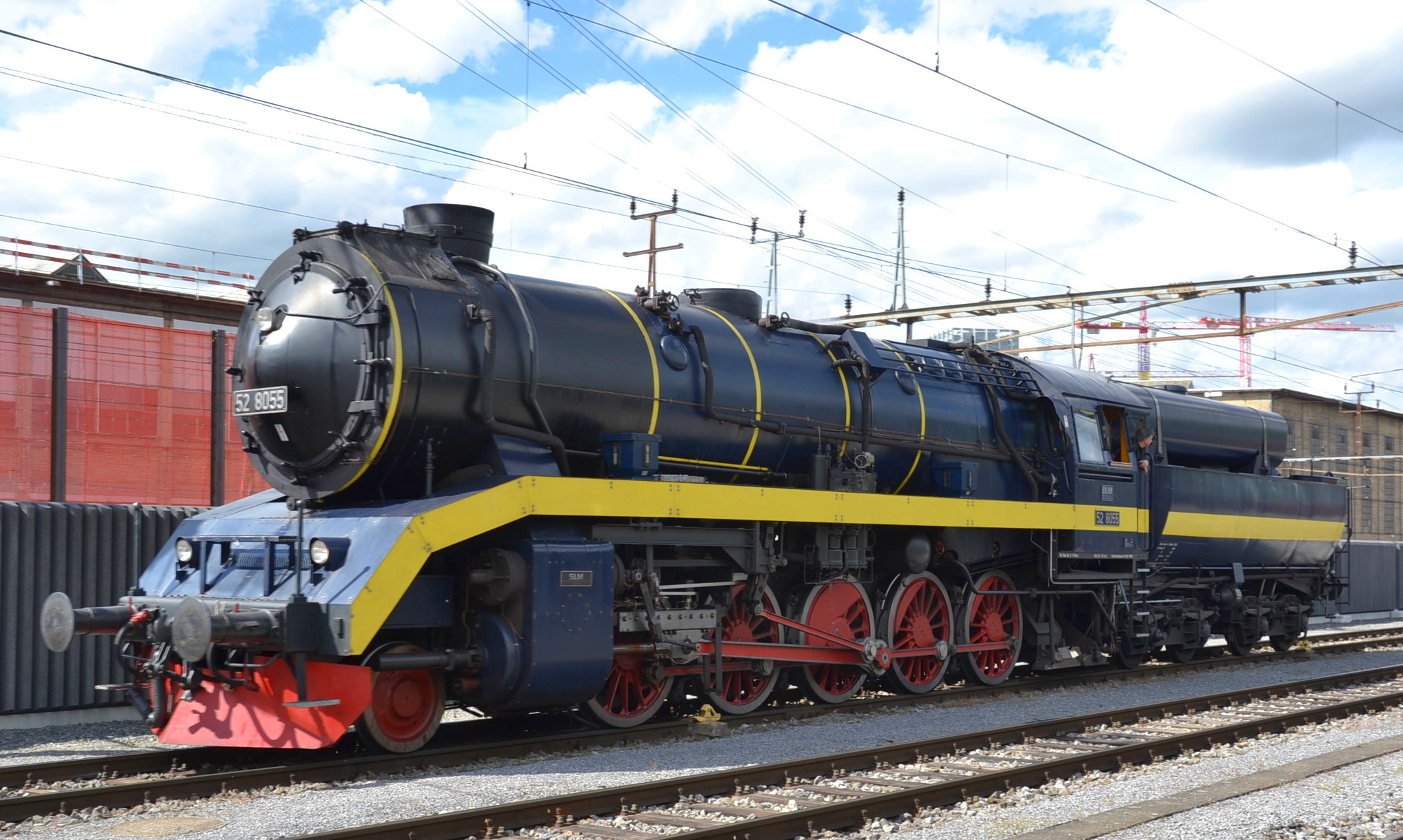
DLM BR 52 8055 umfährt ihren Zug in  Winterthur, im Hintergrund das provisorische Dampfzentrum Winterthur
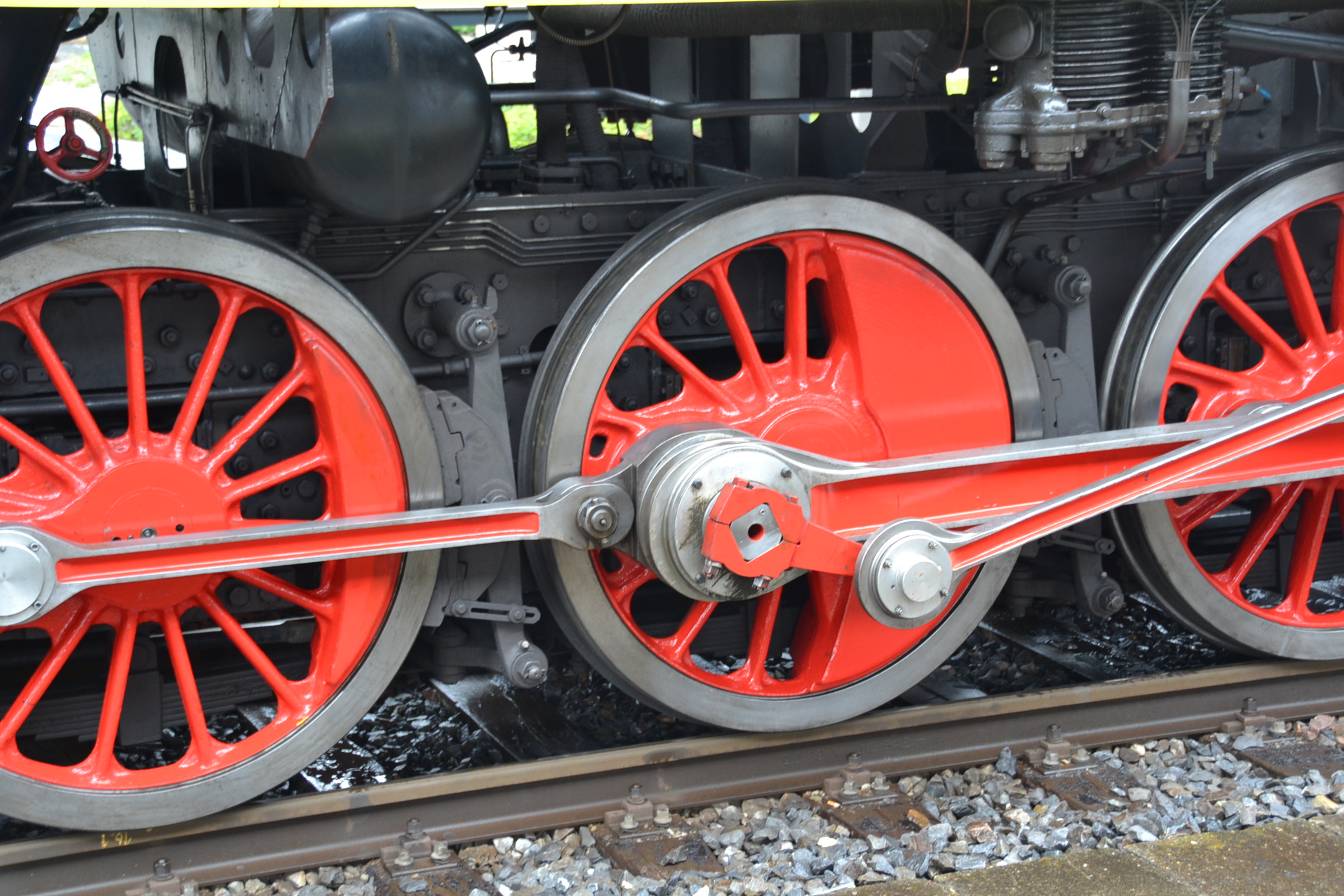
Triebrad der Lok DLM BR 52 8055, Triebstangen mit Rollenlagern
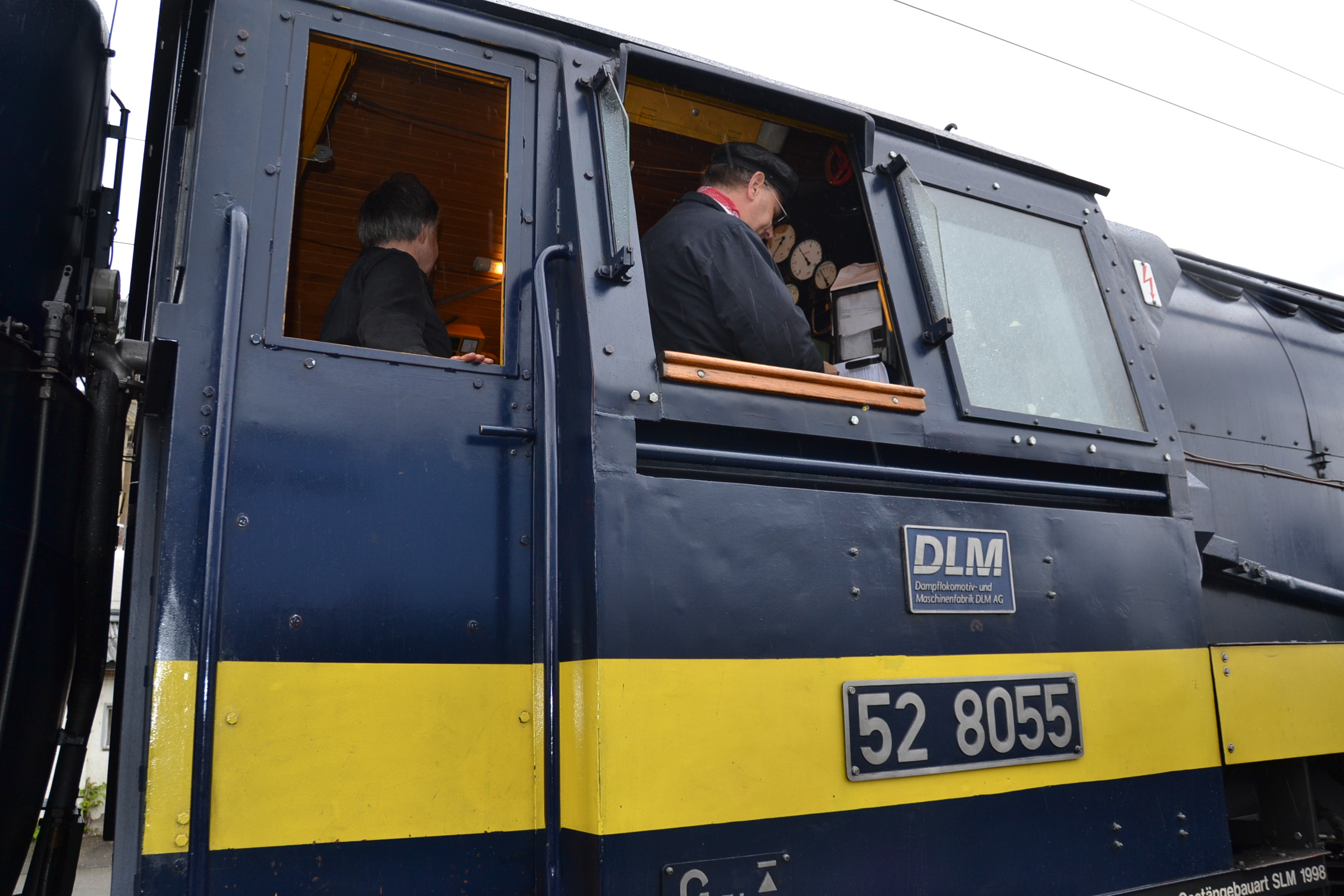
Führerstand der DLM BR 52 8055
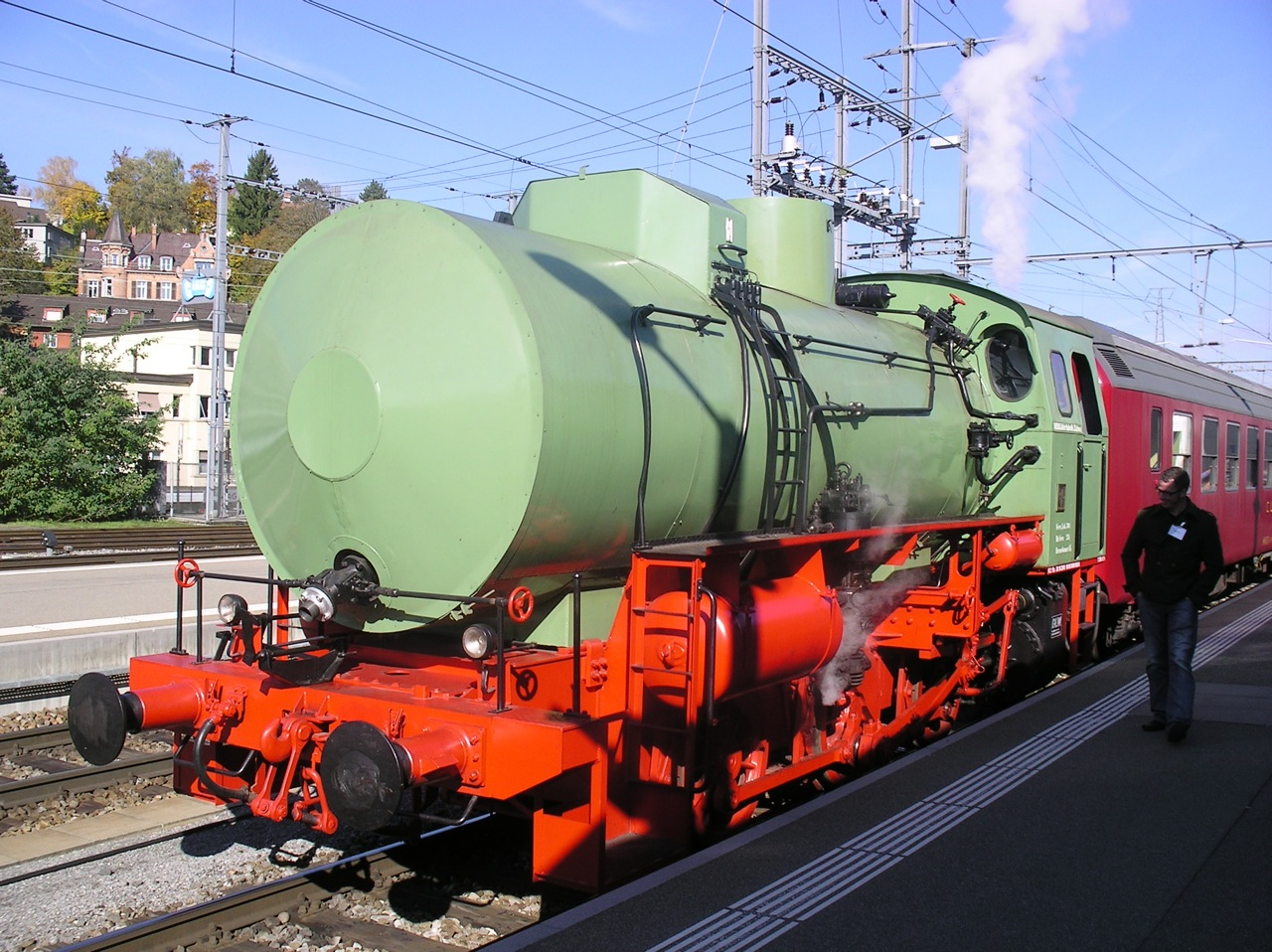
Speicherlok 002, für den Einsatz auf Industriegeleisen, bei der Vorführung in Schaffhausen 2010
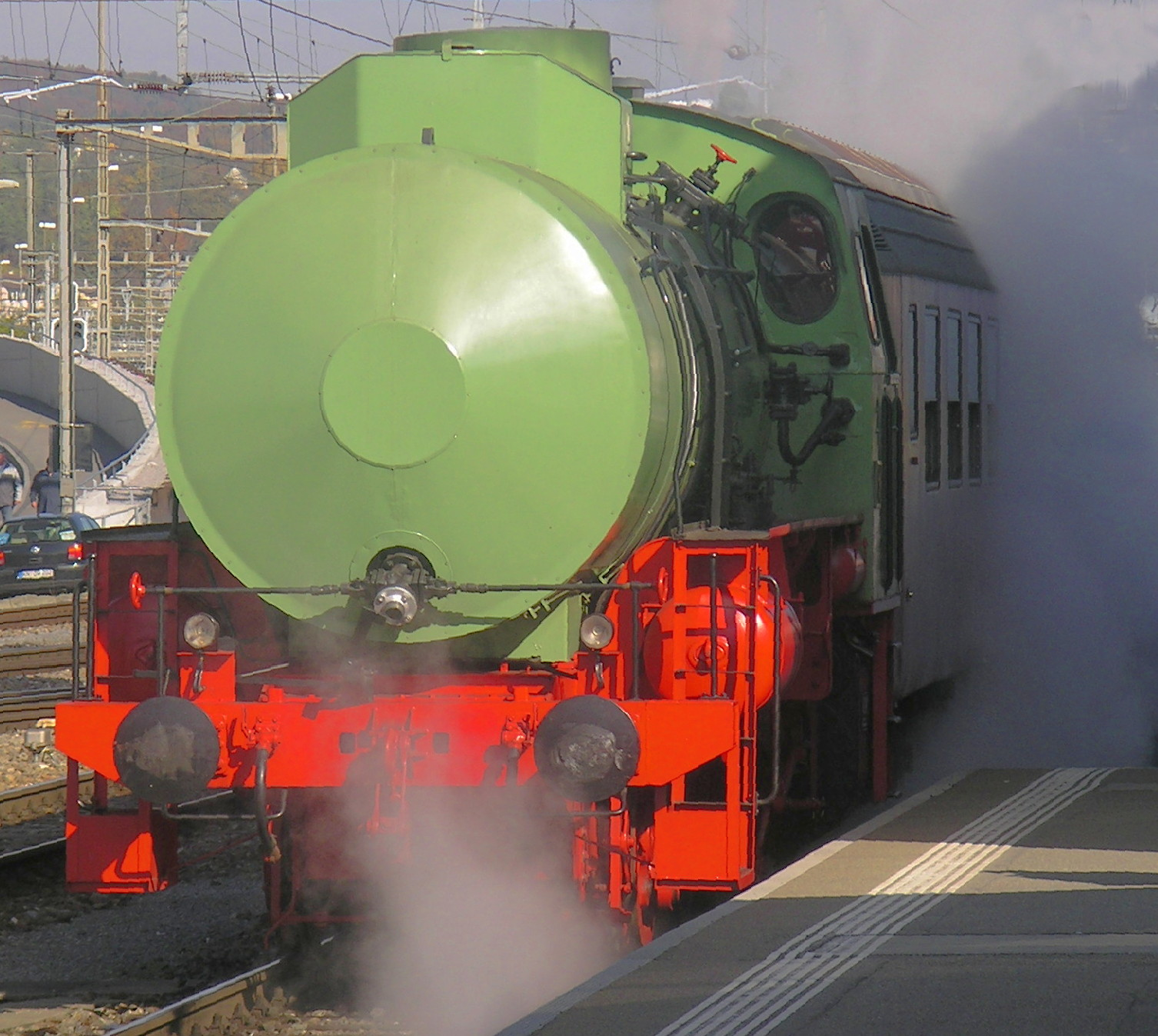
Speicherlok DLM 002 fährt aus Gleis 1 in Schaffhausen aus, in einer Dampfwolke.